# Ciudad Obregón
Ciudad Obregón ist eine Stadt im mexikanischen Bundesstaat Sonora. Ciudad Obregón ist Verwaltungszentrum des Municipio Cajeme und Sitz des Bistums Ciudad Obregón.
Ciudad Obregón hat etwa 300.000 Einwohner und ist damit nach Hermosillo die zweitgrößte Stadt im Bundesstaat. Ein internationaler Flughafen (IATA-Code CEN) liegt wenige Kilometer außerhalb der Stadt.
Die Stadt wurde 1928 gegründet und ist nach General Álvaro Obregón benannt. Durch die geographische Lage in der Mitte des fruchtbaren Yaqui-Tals  ist die Gegend stark durch Landwirtschaft geprägt.

## Städtepartnerschaften
- Tucson, Arizona, USA

## Persönlichkeiten
- Juan Manz (* 1945), Dichter, Herausgeber und Kulturförderer
- Francisco Vega de Lamadrid (* 1955), Politiker
- Patricia Mercado (* 1957), Politikerin
- Julio César Chávez (* 1962), Profiboxer
- Orlando Salido (* 1980), Profiboxer
- Emmanuel Gil (* 1986), Fußballspieler
- Stephanie Sigman (* 1987), Schauspielerin